# Utterbäcken
Utterbäcken rinner genom Ugglums kyrkby i Gudhems härad norr om Falköping i Västergötland. Sjöbäcken, som avvattnar Bergsjön på Mösseberg, kan sägas vara Utterbäckens källflöde. Efter sammanflöde med andra vattendrag mynnar Utterbäcken i Bjurumsån och vidare ut i Hornborgasjön, som ligger norr om området. Hornborgasjön i sin tur avvattnas av ån Flian, som är ån Lidans största biflöde. 